# Harmonisation (écriture musicale)
Pour les articles homonymes, voir Harmonisation.
 (août 2017).
Si vous disposez d'ouvrages ou d'articles de référence ou si vous connaissez des sites web de qualité traitant du thème abordé ici, merci de compléter l'article en donnant les références utiles à sa vérifiabilité et en les liant à la section « Notes et références ».
Dans la musique tonale, l’harmonisation est le fait de composer, conformément aux règles de l'harmonie, l'accompagnement instrumental ou vocal d'une mélodie préexistante, autrement dit, le fait d'ajouter des accords ou une polyphonie plus linéaire à cette mélodie.

## Caractéristiques
Une même mélodie est susceptible d'accepter plusieurs harmonisations différentes (voir image en illustration). 

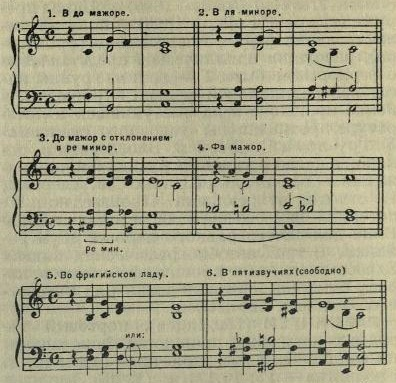
Différentes harmonisations de la même mélodie.

Par exemple, dans sa Passion selon saint Matthieu BWV 244, Bach utilise la mélodie d'un choral de Hans Leo Hassler, qu'il harmonise de quatre manières distinctes[précision nécessaire] : 
- no 21 : Erkenne mich, mein Hüter et no 23 : Ich will hier bei dir stehen
- no 53 : Befiehl du deine Wege ;
- no 63 : O Haupt voll Blut und Wunden ;
- no 72 : Wenn ich einmal soll scheiden.

## Harmonisation à quatre voix
Dans la musique classique, l'harmonisation la plus couramment enseignée est celle à quatre voix : soprano, alto, ténor, basse (du plus aigu au plus grave). En effet, on peut ramener à des harmonisations à quatre voix beaucoup d'œuvres vocales des époques baroque, classique et romantique.
À partir d'une mélodie donnée à une voix (en général celle du soprano ou celle de la basse), on crée les trois voix restantes de manière à les faire sonner ensemble tout en produisant des sons harmonieux et agréables à l'oreille. Il existe aussi des polyphonies à plus de quatre voix qui ont commencé à se développer à la Renaissance.

### Règles d'harmonie
Le procédé d'harmonisation doit, pour donner un résultat réussi, satisfaire à un ensemble de règles. C'est l'ensemble des règles que l'on se fixe avant de commencer qui va en quelque sorte orienter vers une époque et un style musical plutôt qu'un autre. Ces règles permettent de définir ce qui est « harmonieux » et ce qui est « agréable à l'oreille », expressions au demeurant subjectives et très liées au contexte des œuvres.
On peut regrouper les règles d'harmonie en plusieurs catégories : règles horizontales (tessiture, tonalité, intervalles mélodiques), règles verticales (doublures, renversements, espacement des voix), règles d'enchaînement (intervalles directs), et règles sémantiques.

### Notions préalables
- Degrés ou fonctions des accords ;
- Renversements ;
- Parcours harmonique ;
- Intérêt mélodique.

### Technique (mélodie au soprano)
La formalisation des méthodes de construction d'harmonies qui se sont développées sur des décennies[Quand ?] à force d’essais et d’expérimentations a conduit à l'élaboration d'une technique d'harmonisation. Celle-ci repose sur le choix de la basse qui conditionne la suite de la réalisation de l'harmonie ; une basse simple, utilisant les trois fonctions de base[Lesquelles ?], permettra une réalisation plus facile. La diversification des fonctions permettra à l'opposé une basse plus mélodique, intéressante, mais nécessitera plus de soins lors de la réalisation. On trouve toujours une réalisation qui satisfait toutes les règles une fois que cette basse est bien choisie. L'utilisation du contrepoint (imitations, conduite mélodique des voix) donnera plus d'unité et d'« harmonie » à la réalisation finale, mais éventuellement au détriment de la simplicité d'écoute.
La première étape consiste à choisir un parcours harmonique et une basse associée à ce parcours. Ensuite, on essaie plusieurs « remplissages » des voix intérieures (alto et ténor) afin de ne retenir que les possibilités intéressantes musicalement et qui n'enfreignent aucune règle.
Il est aussi possible de mettre la mélodie à l'alto, au ténor ou à la basse. Ces possibilités moins fréquentes sont particulièrement utilisées en musique sacrée et dans le cadre de travaux contrapuntiques. En effet, le soprano, voix plus haute et de plus grande pression acoustique, exige dès le début de ce genre d'harmonisation d'être mélodiquement aussi intéressant que la mélodie principale elle-même.

### Orchestration
Pour faire sonner une harmonisation à quatre voix par un orchestre, un compositeur peut choisir de doubler certaines voix, c'est-à-dire de faire jouer la même chose par des instruments différents, ainsi que de doubler à l'octave supérieur ou inférieur les parties de soprano et basse, respectivement.
Bacon Ernst, musicien baroque du XVIIe siècle travaillait par ailleurs, lors de toutes ses orchestrations, à partir d'une voix de soprano qu'il réduisait à la tierce puis à la quinte[C'est-à-dire ?] lorsqu'il composait la partition.

## Harmonisation à deux ou trois voix
Il n'est pas rare de trouver des partitions harmonisées à trois voix, avec deux voix de femmes et une seule voix d'homme. Dans ce cas la voix des hommes est souvent intermédiaire entre basse et ténor c'est-à-dire une voix moyenne de baryton et les deux voix de femmes restent alto et soprano. L'inverse est vrai aussi avec les deux voix d'homme et une voix moyenne de mezzo-soprano, mais cette configuration est très rare. On trouve également des pièces à deux ou trois voix féminines ou masculines. Il existe aussi des duos mixtes avec une seule voix d'homme et une seule voix de femme.